# 알렉산더 홀
알렉산더 홀(Alexander Hall, 1894년 1월 11일 ~ 1968년 7월 30일)은 미국의 영화 감독이자 영화 편집자 그리고 배우이다. 1914년에 연극 배우로 활동하다가 무성 영화로 데뷔하였다.

## 주요 작품
- 토치 싱어
- 라임하우스 블루스
- 리틀 미스 마커
- 미스 페인스 베이비
- 행복의 추구
- 고잉 투 타운
- 데어 올웨이스 어 우먼
- 내가 법이다
- 데어 댓 우먼 어게인
- 레이디스 프럼 켄터키
- 굿 걸스 고 투 파리
- 어메이징 미스터 윌리엄스
- 히 스테이드 포 브렉패스트
- 사랑이라 불리는 것
- 베드타임 스토리 (1941년 영화)
- 천국의 사도 조단
- 마이 시스터 에일린 (1942년 영화)
- 데이 올 키시드 더 브라이드
- 쉬 우든트 세이 예스
- 천국의 사도 조단 2
- 그레이트 러버
- 루이사 (영화)
- 비코즈 유어 마인
- 렛츠 두 잇 어게인
- 포에버 다링